# Listrocerum maynei
Listrocerum maynei är en skalbaggsart som först beskrevs av Pierre Lepesme och Stefan von Breuning 1956.  Listrocerum maynei ingår i släktet Listrocerum och familjen långhorningar.
Artens utbredningsområde är Angola. Inga underarter finns listade i Catalogue of Life.